# Société Anonyme
Société Anonyme, Inc. var en organisation som grundades 1920 av Katherine Dreier, Man Ray och Marcel Duchamp. Sällskapet organiserade föreläsningar, konserter, publikationer och utställningar av modern konst, bland annat International Exhibition of Modern Art på Brooklyn Museum i New York 1926. Mellan 1920 och 1940 höll sällskapet 80 utställningar som visade huvudsakligen abstrakt konst.
Man Ray valde namnet Société Anonyme efter att ha sett det i franska tidskrifter, men eftersom han var endast litet kunnig i franska språket, så antog han att det syftade på ett hemligt sällskap. Betydelsen är "aktiebolag", men Marcel Duchamp menade att det var ett bra namn. I samband med att de juridiska procedurerna för registrering gjordes, lades också "Inc." till (förkortning av engelskans "Incorporated", på svenska aktiebolag).
Sällskapets kontor i New Jersey stängdes 1928, men Katherine Dreier fortsatte att organisera event och att skaffa konstverk till Société Anonymes samlingar. Hon donerade dessa till konstmuseet vid Yale University 1941.
På 30-årsdagen av Société Anonymes första konstutställning, den 30 april 1950, höll Katherine Dreier och Marcel Duchamp en middag på New Haven Lawn Club, varvid de formellt upplöste sällskapet.